# Pibgorn

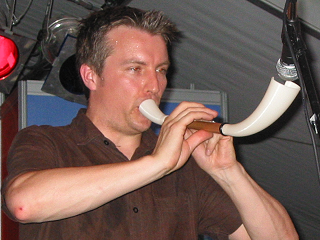
Moderne Form des Pibgorns

Pibgorn, auch  Pibcorn, Pibgyrn (walisisch, aus pib, „Pfeife“ und gorn, corn, „Horn“, „Trompete“ vgl. latein. cornu) ist eine Hornpipe aus Wales. Das Einfachrohrblattinstrument hat sechs Grifflöcher und ein Daumenloch. Entsprechend beträgt der Tonumfang eine diatonische Oktave.

## Bauform
Der Korpus moderner Pibgorns ist aus Holz, meist Hartholz, während historische Instrumente Melodierohre aus Holunder oder Knochen besaßen. Das Rohrblatt wird von einer Windkapsel aus Horn bedeckt. Am unteren Ende dient ein deutlich gebogenes Horn zur Verstärkung des Schalls. Eng verwandt sind die spanischen Albogue, darunter die baskische Alboka.
Moderne Pibgorns werden im Allgemeinen gleichschwebend in D gestimmt, um mit anderen Instrumenten zusammen zu passen. Bei historischen Instrumenten waren offenbar nur die Oktave und Quinte gestimmt, während die Grifflöcher der übrigen Töne in gleichmäßigen Abständen verteilt wurden. Möglicherweise wurde diese Stimmung aber durch Hilfsgriffe modifiziert.
Heute verwenden einige Künstler das Pibgorn auch als Melodierohr (chanter) für walisische Sackpfeifen.

## Herkunft
Das walisische Pibgorn wird zuerst in den Gesetzen Howell des Guten erwähnt (niedergeschrieben 940–950 n. Chr.), in denen festgelegt wird, dass ein leitender Musiker bei einem Engagement Anspruch darauf hat, die nötigen Instrumente (Harfe, Crwth und Pibgorn) gestellt zu bekommen.
Wahrscheinlich waren die Hornpipes seit dem Mittelalter über die ganzen Britischen Inseln verbreitet. Der schottische Nationaldichter Robert Burns (1759–1796) bemühte sich darum, Instrumente und noch lebende Spieler zu finden. Zu Beginn des 18. Jahrhunderts wurde es nur noch auf der walisischen Insel Anglesey gespielt. Im späten 19. Jahrhundert war es ausgestorben.

## Wiederbelebung
Mit dem wieder auflebenden Interesse an traditioneller walisischer Musik haben Musiker und Instrumentenmacher neben der Crwth, den walisischen Sackpfeifen und der dreifach besaiteten walisischen Harfe auch das Pibgorn wieder belebt.
Die Sammlungen walisischer Volkslieder wurden bearbeitet, um für den begrenzten Tonumfang des Pibgorn ein Repertoire zu erarbeiten. Durch walisische Folklorebands wurden einige dieser Melodien, und mit ihnen das Instrument, popularisiert.